# Cámbiame VIP
Cámbiame VIP fue un programa de televisión dedicado al cambio de imagen. El formato, presentado por Carlota Corredera, estaba producido por La Fábrica de la Tele y se emitía en Telecinco los viernes desde su estreno el 13 de enero de 2017. Desde el 24 de abril de 2017, pasó a emitirse los lunes manteniendo su horario, de 14:20 a 15:05, antes de Informativos Telecinco. Los cambios a personajes conocidos finalizaron su emisión el 3 de julio de 2017.

## Historia
Tras el éxito del programa Cámbiame, y tras la marcha de la presentadora Marta Torné, la productora decidió dar un giro al formato, y además de añadir a Carlota Corredera como nueva presentadora del formato, decidió crear un nuevo programa con el añadido VIP, referente a los candidatos al cambio del programa, ya que todos ellos serán famosos.

## Formato
El espacio cuenta con una pasarela mecánica de diez metros, la cual une la puerta de entrada con la zona del jurado. Durante sesenta segundos, mientras llegan hacia los tres estilistas en la cinta transportadora, los famosos deberán convencerlos con sus historias para lograr ser cambiados. Si uno de ellos acciona el pulsador, la pasarela, que dispone de una iluminación verde en sus extremos, se volverá de color amarillo; si lo accionan dos, se volverá naranja, y si lo hacen los tres, se pondrá roja y se detendrá, lo que significará que el jurado ha decidido no cambiar a ese/a participante, dejándolo/a fuera del programa automáticamente, a no ser que alguno de los estilistas vea oportuno un cambio instantáneo en casos de pelo o maquillaje. Por el contrario, si no oprimen el botón, el concursante tendrá que elegir al miembro del jurado que quiere que modifique su estilo, a no ser que únicamente quede uno sin pulsarlo, que será quien inicie el proceso de transformación.
Después llega el cambio de imagen, donde se ve el proceso de transformación (ropa, zapatos, complementos, peinado, maquillaje, manicura, pedicura, estética dental, infiltraciones e incluso tatuajes), aunque no se ve el resultado hasta el final. Además, también se conoce la historia del participante a través de los testimonios de amigos o familiares. Finalmente, la cinta del plató se vuelve a poner en marcha para recibir al elegido, donde le esperan los familiares a ambos lados de la pasarela, y que pueda comprobar su cambio de imagen a través de un gran espejo.

## Equipo

### Presentadora
- Carlota Corredera

### Estilistas
| Estilista          | Información                                                                 | Programas |
| ------------------ | --------------------------------------------------------------------------- | --------- |
| Natalia Ferviú     | Directora creativa, editora de moda, DJ e it-girl.                          | (1 - 26)  |
| Pelayo Díaz        | Bloguero, fotógrafo y diseñador de moda.                                    | (1 - 26)  |
| Juan Avellaneda    | Diseñador de moda                                                           | (21 - 26) |
|                    |                                                                             |           |
| Cristina Rodríguez | Actriz, presentadora y encargada de vestuario en cine, teatro y televisión. | (1 - 20)  |

## Episodios y audiencias
Estas fueron las audiencias medias del programa Cámbiame VIP:
| Programa | Aspirante                                   | Día de emisión        | Espectadores | Cuota |
| -------- | ------------------------------------------- | --------------------- | ------------ | ----- |
| 1        | Aramís Fuster                               | 13 de enero de 2017   | 1 288 000    | 12,1% |
| 2        | Julián Contreras Jr.                        | 20 de enero de 2017   | 1 350 000    | 11,9% |
| 3        | Bea la Legionaria                           | 27 de enero de 2017   | 1 519 000    | 13,1% |
| 4        | Pepi Valladares                             | 3 de febrero de 2017  | 1 419 000    | 13,1% |
| 5        | Leticia Sabater                             | 10 de febrero de 2017 | 1 355 000    | 12,7% |
| 6        | Rafa Mora y Macarena Millán                 | 17 de febrero de 2017 | 1 241 000    | 12,2% |
| 7        | María Jesús Grados Ventura                  | 24 de febrero de 2017 | 1 396 000    | 13,4% |
| 8        | Mireia Montávez                             | 3 de marzo de 2017    | 1 430 000    | 13,2% |
| 9        | Tatiana Delgado                             | 10 de marzo de 2017   | 1 237 000    | 12,7% |
| 10       | Mónica Hoyos                                | 17 de marzo de 2017   | 1 324 000    | 12,9% |
| 11       | Marlene Mourreau                            | 24 de marzo de 2017   | 1 494 000    | 13,7% |
| 12       | Antonio Tejado                              | 31 de marzo de 2017   | 1 382 000    | 13,6% |
| 13       | Rebeca Pous                                 | 7 de abril de 2017    | 1 355 000    | 13,2% |
| 14       | Lydia Lozano                                | 21 de abril de 2017   | 1 333 000    | 12,6% |
| 15       | Almudena Martínez «Chiqui» (GH 10)          | 24 de abril de 2017   | 1 492 000    | 13,4% |
| 16       | Victoria «Toya» Cassinello                  | 2 de mayo de 2017     | 1 378 000    | 12,5% |
| 17       | Jonathan Pérez y Yolanda Claramonte (GH 15) | 8 de mayo de 2017     | 1 325 000    | 11,9% |
| 18       | Estíbaliz Sanz                              | 15 de mayo de 2017    | 1 297 000    | 11,5% |
| 19       | Jenny Llada                                 | 22 de mayo de 2017    | 1 423 000    | 12,4% |
| 20       | Amor Romeira                                | 29 de mayo de 2017    | 1 343 000    | 11,8% |
| 21       | Laura Cuevas                                | 5 de junio de 2017    | 1 402 000    | 12,3% |
| 22       | Malena Gracia                               | 7 de junio de 2017    | 1 241 000    | 11,1% |
| 23       | Lorena Edo (GH 14)                          | 12 de junio de 2017   | 1 399 000    | 12,4% |
| 24       | Samira Jalil                                | 19 de junio de 2017   | 1 263 000    | 11,1% |

### Aspirantes descartados
- Programa 1. Sylvia Pantoja y Leo Cámara.
- Programa 2. Maite Galdeano y Lety Hilton.
- Programa 3. Yurena y Aran Aznar.
- Programa 4. Regina Do Santos y Roberto Liaño.
- Programa 5. Coman Mitogo.
- Programa 7. María Lapiedra.
- Programa 9. El Dioni.
- Programa 11. Loly Álvarez.
- Programa 15. Erik Putzbach.
- Programa 18. Jesús Tomillero.

## Programas relacionados
- Cámbiame: Presentado por Carlota Corredera, y anteriormente por Marta Torné, en emisión actualmente. El programa sigue el funcionamiento de Cámbiame VIP, pero en este caso, los candidatos son anónimos, que caminarán por la pasarela para someterse a un cambio con la ayuda de los coaches.
- Cámbiame Challenge: Presentado por Carlota Corredera, de emisión ocasional. En él, los tres estilistas realizan un cambio en directo cada uno, con un presupuesto y un tiempo limitado, y un premio que el entrenador destinará a una ONG.
- Cámbiame Premium: Presentado por Jorge Javier Vázquez y emitido durante los tres primeros martes de septiembre con una duración de cuatro horas (comprendiendo "prime-time" y "late night") y con una audiencia de 14,3% de media en sus tres programas. El programa se retiró debido a la caída de audiencia del programa.
- Cámbiame de noche: Presentado por Marta Torné y emitido entre el 23 de septiembre y el 25 de noviembre de 2015 como telonero de la serie B&b, de boca en boca y creando la "Noche de la moda". El programa, una variante idéntica al programa de la tarde, finalizó sus emisiones con el fin de la serie.
- Cámbiame de año: Presentado por Marta Torné, Cristina Rodríguez, Natalia Ferviú y Pelayo Díaz la noche del 31 de diciembre de 2015 para dar paso al 2016. Fueron escogidos para dar la bienvenida al nuevo año desde las 23:35 de la noche desde la Puerta del Sol.